# رلنگر (کنتاکی)
رلنگر (به انگلیسی: Erlanger) شهری در ایالت کنتاکی کشور ایالات متحده آمریکا است که جمعیت آن در سرشماری سال ۲۰۱۰ میلادی، ۱۸٬۰۸۲ نفر بوده‌است.